# Pristimantis festae
Espèce
Synonymes
- Paludicola festae Peracca, 1904
- Eleutherodactylus trepidotus Lynch, 1968
- Pristimantis trepidotus (Lynch, 1968)

Statut de conservation UICN

 EN B1ab(iii) : En danger
Pristimantis festae est une espèce d'amphibiens de la famille des Craugastoridae.

## Répartition
Cette espèce est endémique de la cordillère Orientale en Équateur. Elle se rencontre dans les provinces de Sucumbíos, de Napo et de Tungurahua entre 2 360 et 4 400 m d'altitude.

## Description
Le mâle décrit par Peracca mesure 21,5 mm et la femelle 23 mm.

## Étymologie
Cette espèce est nommée en l'honneur d'Enrico Luigi Festa (1868–1939).

## Taxinomie
Eleutherodactylus trepidotus a été place en synonymie avec Pristimantis festae par Lynch en 1974. Paludicola festae Peracca, 1904 étant préoccupée par Hylodes festae Peracca, 1904 le nom Pristimantis trepidotus (Lynch, 1968) a été utilisé jusqu'en 2008.

## Publication originale
- Peracca, 1904 : Viaggio del Dr. Enrico Festa nell Ecuador e regioni vicine: Reptili ed Amfibii. Bollettino dei Musei di zoologia e anatomia comparata della Università di Torino, vol. 19, no 465, p. 1-41 (texte intégral).